# Anne Lindboe

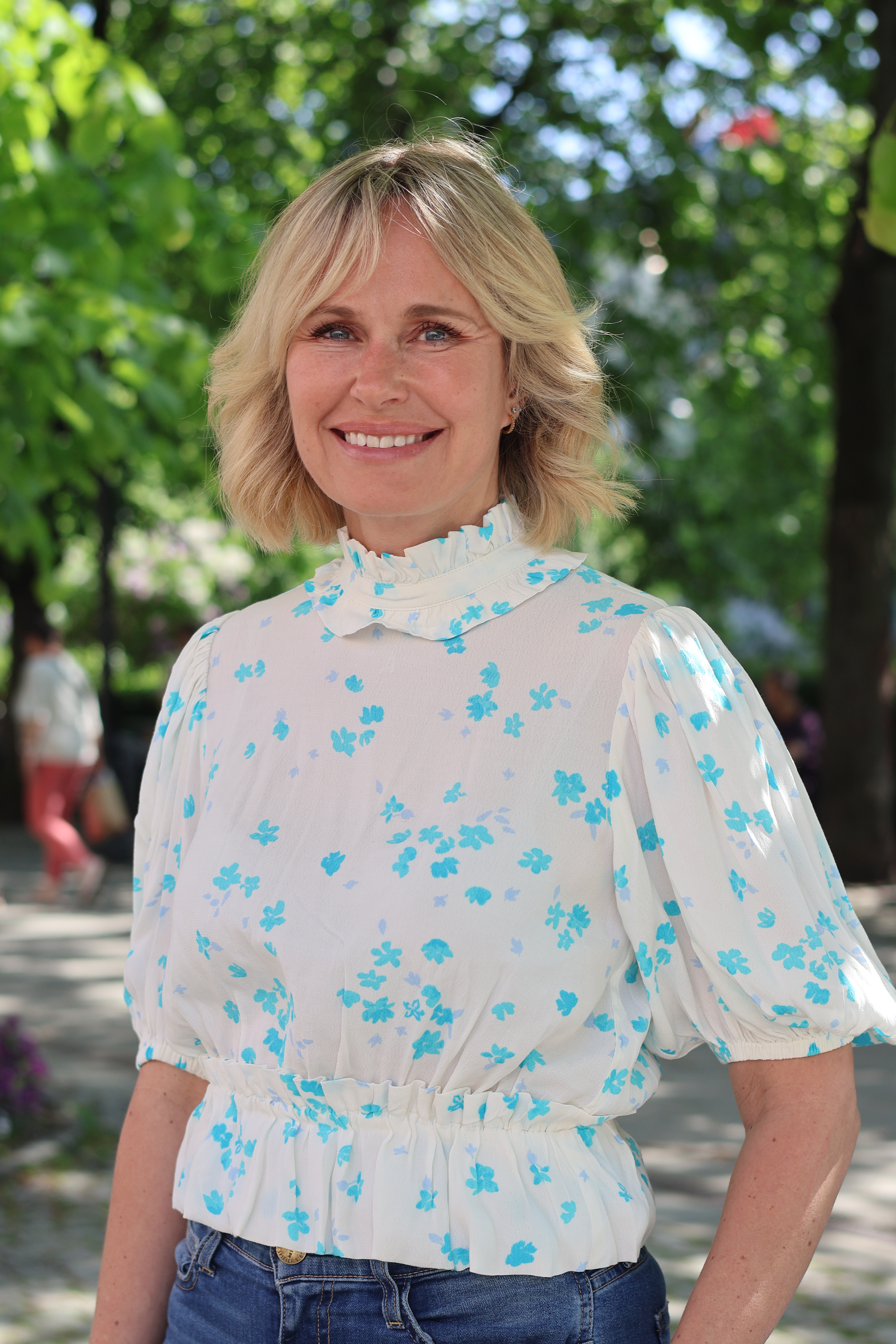
Anne Lindboe, 2023

Anne Lindboe (* 1. August 1971 in Sarpsborg) ist eine norwegische Politikerin der konservativen Partei Høyre. Seit Oktober 2023 ist sie die Bürgermeisterin Oslos.

## Leben
Lindboe wuchs in Re auf. Im Jahr 2000 schloss sie ein Medizinstudium an der Universität Oslo ab. Zudem hat sie einen Master of Business Administration von der Norwegischen Handelshochschule. Ab 2002 arbeitete sie als Kinderärztin in Krankenhäusern in Drammen und Oslo. Von 2008 bis 2012 war sie Chefärztin in der Kinderstation des Universitätsklinikums Oslo. Ab 2010 arbeitete zudem als Forscherin für das Folkehelseinstituttet. Im Jahr 2012 wurde Lindboe für eine Periode von sechs Jahren zur Kinderombudsfrau (Barneombud) ernannt. Ihre Amtszeit endete im Jahr 2018. Anschließend war sie bis Januar 2022 Generaldirektorin der Landesvereinigung privater Kindergärten (Private Barnehagers Landsforbund).
Lindboe hatte noch keine politische Erfahrung und war kein Høyre-Mitglied, als sie im Vorfeld der Kommunalwahl 2023 von der konservativen Partei Høyre gefragt wurde, ob sie Bürgermeisterkandidatin werden wolle. Sie trat daraufhin im Juli 2022 in die Partei ein. Bei der Kommunalwahl trat sie hinter Eirik Lae Solberg, dem Høyre-Kandidaten für den Posten als Byrådsvorsitzender, an zweiter Stelle der Wahlliste an. Bei der Wahl im September 2023 zog sie in den Osloer Stadtrat ein. Im Oktober 2023 wurde sie als Nachfolgerin von Marianne Borgen zur neuen Bürgermeisterin der Stadt gewählt.